# Томе (Чилі)
Томе (ісп. Tomé) — місто і морський порт в Чилі. Адміністративний центр однойменної комуни. Населення — 41 198 осіб (2002). Місто і комуна входить до складу провінції Консепсьйон і регіону Біобіо.
Територія комуни — 494,5 км². Чисельність населення - 54 987 жителів (2007). Щільність населення - 111,2 чол / км².

## Розташування
Місто розташоване за 26 км на північ від адміністративного центру області міста Консепсьйон.
Комуна межує:
- на північному сході - з комуною Коелему;
- на сході - з комуною Ранкіль;
- на південному сході - з комуною Флорида;
- на південному заході - з комуною Пенко;

На заході комуни розташована затока Консепсьйон і Тихий океан.

## Демографія
Згідно з даними, зібраними під час перепису Національним інститутом статистики, населення комуни становить 54 987 осіб, з яких 26 415 чоловіків та 28 572 жінки.
Населення комуни становить 2,77% від загальної чисельності населення регіону Біобіо. 12,31% відноситься до сільського населення і 87,69% - міське населення.

### Найважливіші населені пункти комуни
- Томе  (місто) — 41 198 мешканців.
- Дічато (селище) — 3488 мешканців.
- Рафаель (селище) - 1273 мешканців.